# Governador General de l'Índia
El governador general de l'Índia (anglès: Governor-General of India) (1833 a 1950, de 1858 a 1947 el virrei i governador general de l'Índia  (anglès: Viceroy and Governor-General of India), comunament escurçat a virrei de l'Índia  (anglès: Viceroy of India)) va ser el representant del monarca del Regne Unit en la seva qualitat d'emperador/emperadriu de l'Índia i després de la independència de l'Índia el 1947, el representant del monarca de l'Índia. El càrrec va ser creada el 1773, amb el títol de governador general de la Presidència de Fort William. El funcionari només tenia control directe sobre la seva presidència, però supervisava altres funcionaris de la Companyia de les Índies Orientals a l'Índia. L'autoritat completa sobre tot el territori britànic al subcontinent indi es va concedir el 1833, i el funcionari va passar a ser conegut com el governador general de l'Índia.
El 1858, a causa de la rebel·lió índia de l'any anterior, els territoris i els actius de la Companyia de les Índies Orientals van passar sota el control directe de la Corona Britànica; com a conseqüència, el govern de la Companyia a l'Índia va ser succeït pel Raj britànic. El governador general (ara també el virrei) encapçalava el govern central de l'Índia, que administrava les províncies de l'Índia britànica, incloses Bengala, Bombai, Madras, Panjab, les Províncies Unides i altres. Tanmateix, gran part de l'Índia no va ser governada directament pel govern britànic; fora de les províncies de l'Índia britànica, hi havia centenars d'estats principescs o "estats natius" nominalment independents, la relació dels quals no era amb el govern britànic o el Regne Unit, sinó d'homenatge directament amb el monarca britànic com a successor sobirà dels emperadors mogols. A partir de 1858, per reflectir el nou paper addicional del governador general com a representant del monarca en resposta a les relacions de fidelitat amb els estats prínceps, es va concedir el títol addicional de virrei, de manera que el nou càrrec es va anomenar "Virrei i governador general de l'Índia". Normalment s'escurçava a "Virrei de l'Índia".
El títol de virrei va ser abandonat quan l'Índia britànica es va dividir en els dos dominis independents de l'Índia i del Pakistan, però el càrrec de governador general va continuar existint a cada país per separat fins que van adoptar constitucions republicanes el 1950 i el 1956, respectivament.
Fins al 1858, el governador general va ser seleccionat pel Tribunal d'Administració de la Companyia de les Índies Orientals, de qui era responsable. Després, va ser nomenat pel sobirà per consell del govern britànic; el secretari d'estat per a l'Índia, membre del gabinet britànic, s'encarregava d'instruir-lo sobre l'exercici dels seus poders. Després de 1947, el sobirà va continuar nomenant el governador general, però després ho va fer per consell del govern del recentment independent Domini de l'Índia.
El governador general servia al gust del sobirà, encara que la pràctica era que complissin mandats de cinc anys. Un governador general podria revocar la seva comissió; i si un era destituït o deixat, de vegades es nomenava un governador general provisional fins que es pogués escollir un nou titular del càrrec. El primer governador general de l'Índia (de Bengala) va ser Warren Hastings, el primer governador general oficial de l'Índia britànica va ser Lord William Bentinck, i el primer governador general del domini de l'Índia va ser Lord Mountbatten.

## Història

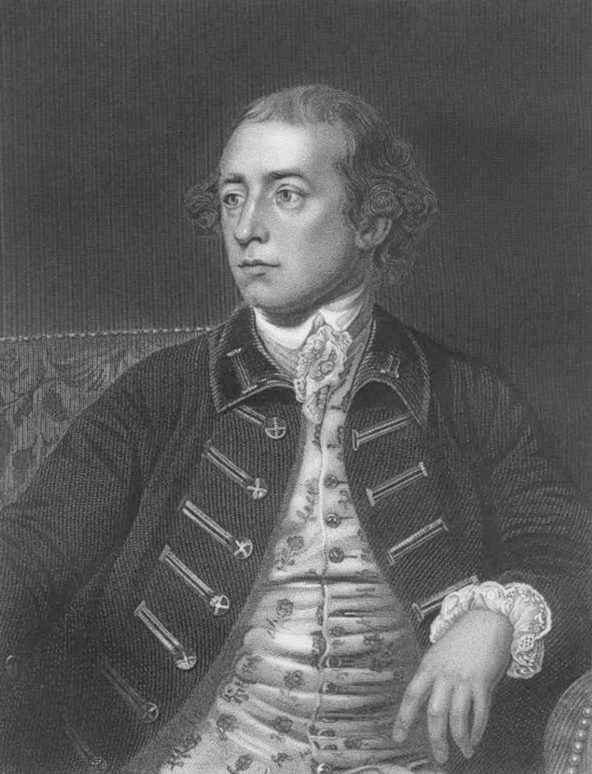
Warren Hastings, el primer governador general de Fort William de 1773 a 1785

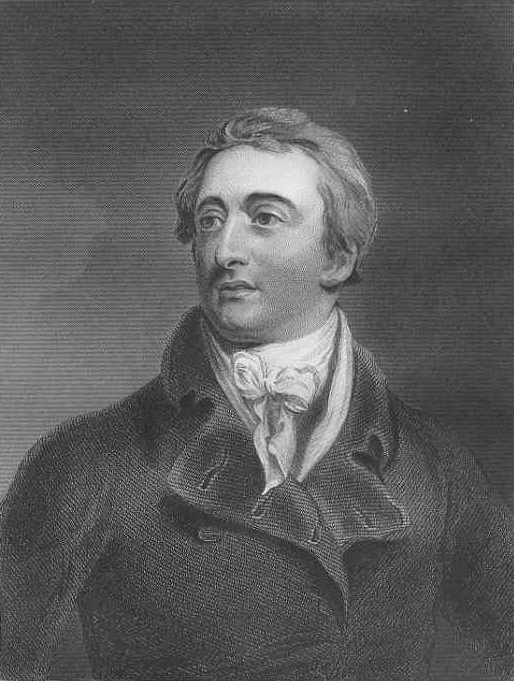
Lord William Bentinck, primer governador general de l'Índia entre 1834 i 1835

Moltes parts del subcontinent indi estaven governades per la Companyia Britànica de les Índies Orientals (fundada el 1600), que va actuar nominalment com a agent de l'emperador mogol. Els primers administradors britànics eren presidents o governadors de la Presidència de Bengala. El 1773, motivat per la corrupció a l'empresa, el govern britànic va assumir un control parcial sobre el govern de l'Índia amb l'aprovació de la Llei de regulació de 1773. Un governador general i el Consell Suprem de Bengala van ser nomenats per governar la presidència de Fort William a Bengala. El primer governador general i el primer consell van ser nomenats a la llei.
La Charter Act de 1833 va substituir el governador general i el Consell de Fort William pel governador general i el Consell de l'Índia. El poder d'elegir el governador general va ser retingut pel Tribunal d'Administració, però l'elecció va quedar subjecta a l'aprovació del sobirà a través de la Junta de l'Índia.
Després de la rebel·lió índia de 1857, els territoris de la Companyia Britànica de les Índies Orientals a l'Índia van ser posats sota el control directe del sobirà. La Llei del govern de l'Índia de 1858 va conferir el poder de nomenar el governador general al sobirà. El governador general, al seu torn, tenia el poder de nomenar tots els tinents governadors de l'Índia, subjecte a l'aprovació del sobirà.
L'Índia i el Pakistan van adquirir la independència el 1947, però els governadors generals van continuar sent nomenats a cada nació fins que es van redactar les constitucions republicanes. Louis Mountbatten va romandre governador general de l'Índia durant deu mesos després de la independència, però les dues nacions estaven encapçalades per governadors generals nadius. L'Índia es va convertir en una república laica el 1950; El Pakistan es va convertir en islàmic el 1956.

## Funcions

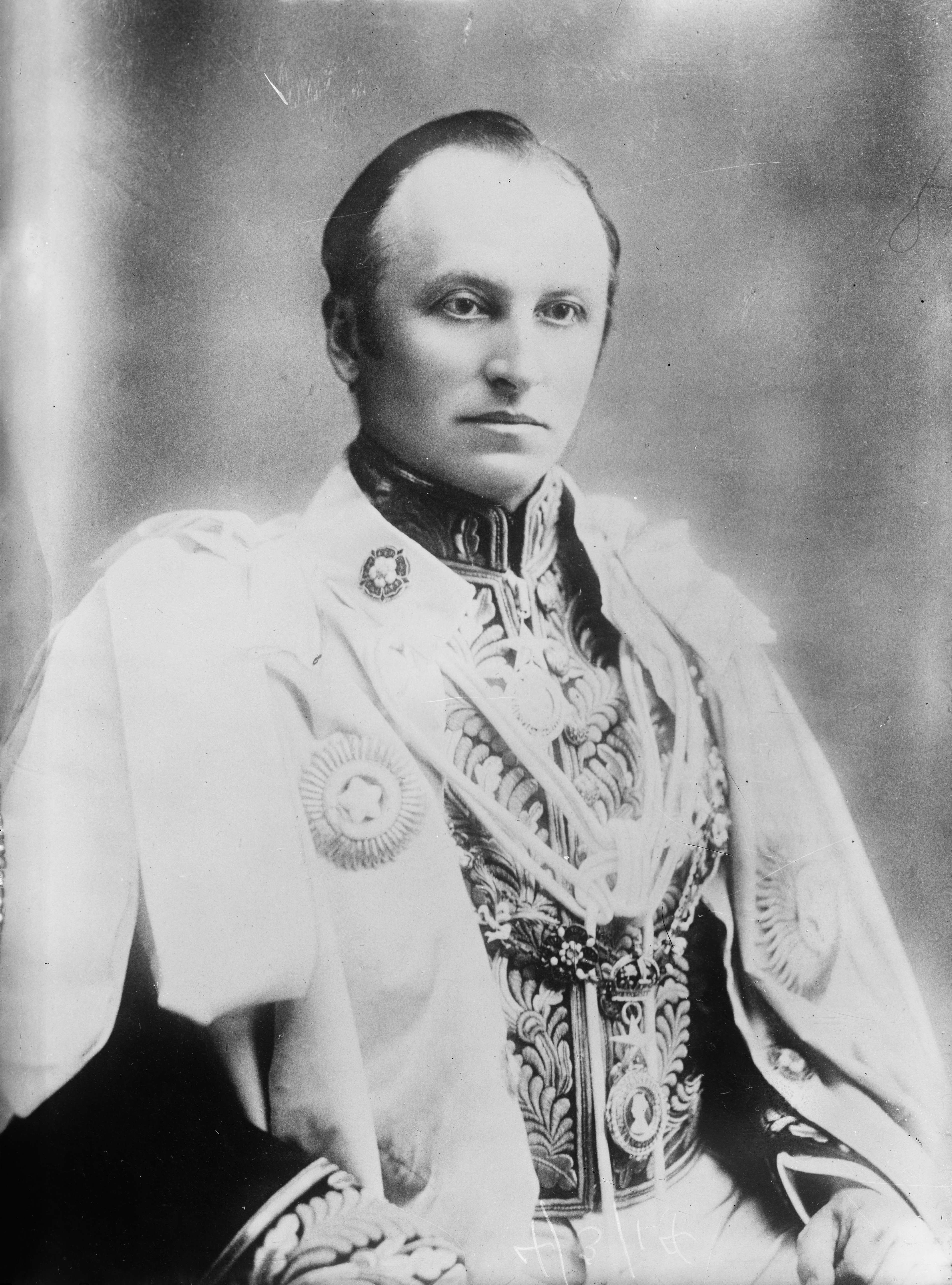
Lord Curzon amb la seva túnica com a virrei de l'Índia, càrrec que va ocupar des de 1899 fins a 1905

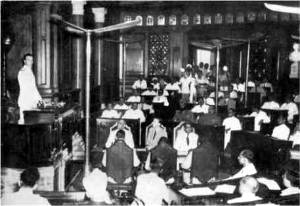
Lord Mountbatten dirigint-se a la Cambra dels Prínceps com a representant de la Corona a la dècada de 1940

El governador general originalment tenia poder només sobre la presidència de Fort William a Bengala. La Llei reguladora, però, atorgava al governador general poders addicionals relacionats amb els afers exteriors i la defensa. Les altres presidències de la Companyia de les Índies Orientals (Madras, Bombai i Bencoolen) no podien declarar la guerra ni fer la pau amb un príncep indi sense rebre l'aprovació prèvia del governador general i del Consell de Fort William.
Els poders del governador general, pel que fa als afers exteriors, van ser augmentats per la Llei de l'Índia de 1784. L'acte preveia que els altres governadors de la Companyia de les Índies Orientals no podien declarar la guerra, fer la pau o concloure un tractat amb un príncep indi tret que ho indiqui expressament el governador general o el Tribunal d'Administració de la Companyia.
Si bé el governador general es va convertir així en el controlador de la política exterior a l'Índia, no era el cap explícit de l'Índia britànica. Aquest estatus només va arribar amb la Charter Act de 1833, que li atorgava "la superintendencia, la direcció i el control de tot el govern civil i militar" de tota l'Índia britànica. L'acte també atorgava poders legislatius al governador general i al consell.
El 1835, Lord William Bentinck es va convertir en el primer governador general de l'Índia.
Després de 1858, el governador general (ara conegut habitualment com el virrei) va funcionar com a administrador en cap de l'Índia i com a representant del sobirà. L'Índia es va dividir en nombroses províncies, cadascuna sota el cap d'un governador, tinent governador o comissari o administrador en cap. Els governadors eren nomenats pel govern britànic, davant dels quals eren directament responsables; els tinents governadors, els comissaris en cap i els administradors, però, eren nomenats pel virrei i estaven subordinats a ell. El virrei també supervisava els governants principescs més poderosos : el Nizam d'Hyderabad, el maharajà de Mysore, el maharajà (Scindia) de Gwalior, el maharajà de  Jammu i Caixmir i el maharajà Gaekwad (Gaekwar) de Baroda. Els governants prínceps restants eren supervisats per l'Agència de Rajputana i l'Agència de l'Índia Central, que estaven encapçalades per representants del virrei o per les autoritats provincials.
La Cambra dels Prínceps va ser una institució establerta el 1920 per una proclamació reial del rei-emperador Jordi V per proporcionar un fòrum en el qual els governants prínceps poguessin expressar les seves necessitats i aspiracions al govern. La cambra sol reunir-se només una vegada a l'any, presidida pel virrei, però nomenava una comissió permanent, que es reunia més sovint.
Amb la independència, l'agost de 1947, el títol de virrei va ser abolit. El representant del sobirà de l'Índia, el rei Jordi VI, va tornar a ser conegut com el governador general. El 1948, C. Rajagopalachari es va convertir en l'únic governador general indi. El paper del governador general era gairebé totalment cerimonial, amb el poder exercit diàriament pel gabinet indi. Després que la nació es convertís en república el 1950, el president de l'Índia va continuar exercint les mateixes funcions.

## Consell

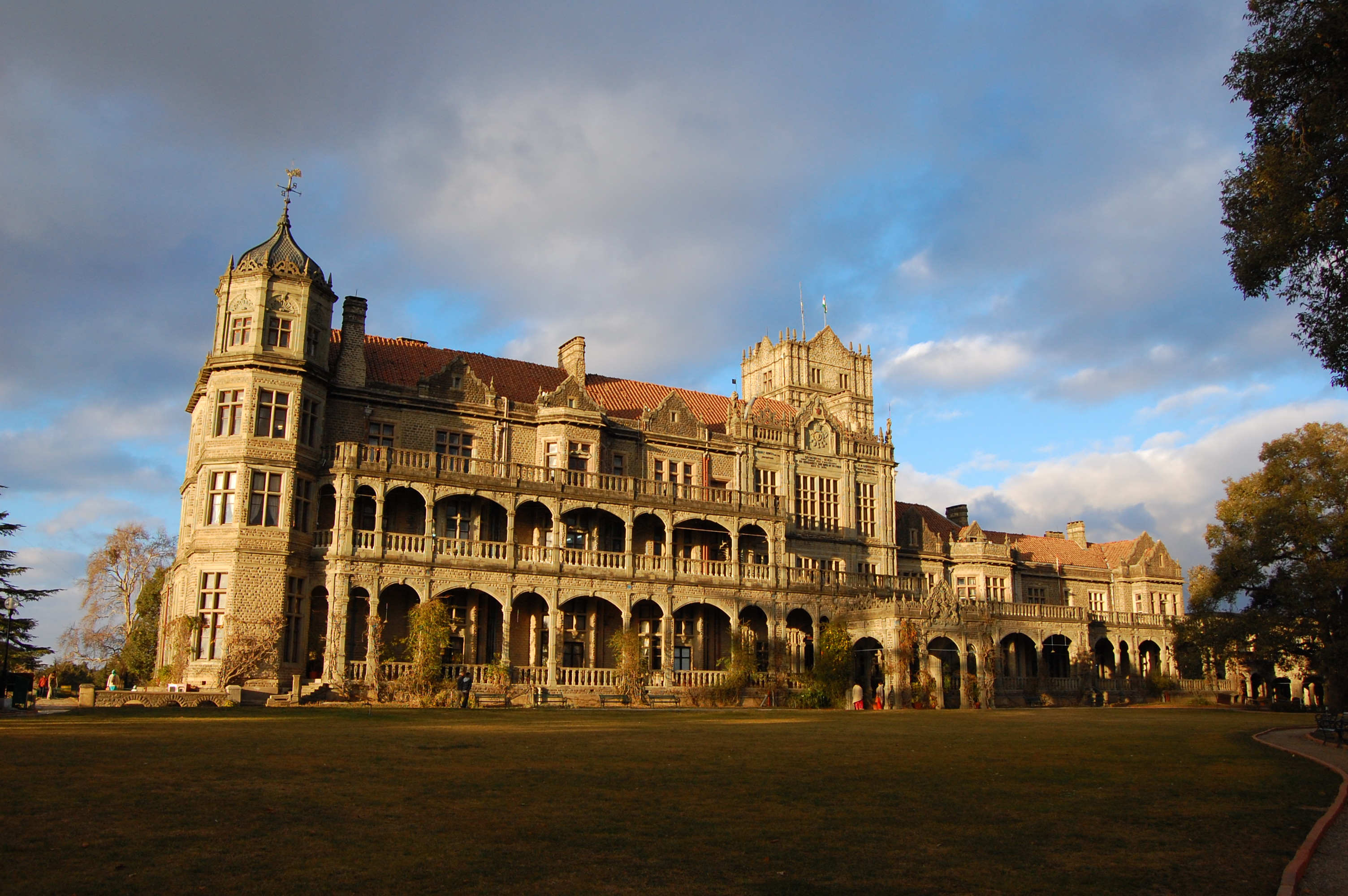
La logia virreinal de Simla, construïda el 1888, va ser la residència d'estiu del virrei de l'Índia.

El governador general era sempre assessorat per un Consell sobre l'exercici dels seus poders legislatius i executius. El governador general, tot i que exercia moltes funcions, es deia "Governador General en Consell".
La Llei reguladora de 1773 preveia l'elecció de quatre consellers pel Tribunal d'Administració de la Companyia de les Índies Orientals. El governador general havia de ser assistit per un consell executiu de quatre membres i se li va donar vot de qualitat però sense veto. La decisió del consell era vinculant per al governador general.
El 1784, el consell es reduí a tres membres; el governador general continuava tenint tant un vot ordinari com un vot de qualitat. El 1786, el poder del governador general es va incrementar encara més, ja que les decisions del Consell van deixar de ser vinculants.
La Charter Act de 1833 va fer més canvis a l'estructura del consell. La Llei va ser la primera llei que va distingir entre les responsabilitats executives i legislatives del governador general. Tal com preveu la Llei, hi havia quatre membres del Consell designats pel Tribunal d'Administració. Els tres primers membres podien participar en totes les ocasions, però el quart membre només podia seure i votar quan s'estava debatint la legislació.
L'any 1858, el Tribunal d'Administració va deixar de tenir la facultat de nomenar els membres del consell. En canvi, l'únic membre que només tenia vot sobre qüestions legislatives va ser nomenat pel sobirà, i els altres tres membres pel secretari d'estat de l'Índia.
La Llei de consells indis de 1861 va fer diversos canvis en la composició del consell. Tres membres havien de ser nomenats pel secretari d'estat per a l'Índia, i dos pel sobirà. El poder de nomenar els cinc membres va passar a la Corona l'any 1869. El virrei va rebre el poder de nomenar de "sis a dotze" membres addicionals (canviat a "deu a setze" el 1892, i a "seixanta" el 1909). Els cinc individus nomenats pel sobirà o el secretari indi encapçalaven els departaments executius, mentre que els designats pel virrei debatien i votaven la legislació.
El 1919, una legislatura índia, formada per un Consell d'Estat i una Assemblea Legislativa, va assumir les funcions legislatives del Consell del virrei. No obstant això, el virrei conservava un poder important sobre la legislació. Podria autoritzar la despesa de diners sense el consentiment de la Legislatura amb finalitats "eclesiàstiques, polítiques [i] de defensa", i amb qualsevol finalitat durant les "emergències". Se li va permetre vetar, o fins i tot aturar el debat sobre qualsevol projecte de llei. Si recomanava l'aprovació d'un projecte de llei, però només una cambra col·laborava, podria declarar el projecte de llei aprovat per sobre de les objeccions de l'altra cambra. El legislador no tenia cap autoritat sobre afers exteriors i defensa. El president del Consell d'Estat era nomenat pel virrei; l'Assemblea Legislativa va triar el seu president, però l'elecció requeria l'aprovació del virrei.

## Estil i títol
Fins al 1833, el títol del càrrec era "governador general de la Presidència de Fort William a Bengala". La Llei del Govern de l'Índia de 1833 va convertir el títol en "governador general de l'Índia", efectiu des del 22 d'abril de 1834. El títol de "virrei i governador general" es va utilitzar per primera vegada en la proclamació de la reina que nomenava el vescomte de Canning el 1858. Mai va ser conferit per una llei del parlament, sinó que s'utilitzava en l'ordre de precedència i en els estatuts dels ordes de cavalleria. En l'ús, "virrei" s'utilitza quan es té en compte la posició del governador general com a representant del monarca. El títol de virreinal no s'utilitzava quan el sobirà estava present a l'Índia. Pretenia indicar noves responsabilitats, especialment rituals, però no conferia cap nova autoritat estatutària. El governador general utilitzava regularment el títol en les comunicacions amb el Consell Legislatiu Imperial, però tota la legislació es va fer només en nom del Governador General en Consell (o del Govern de l'Índia).
El governador general rebia el tractament d'Excel·lència i tenia prioritat sobre tots els altres funcionaris governamentals de l'Índia. Se l'anomenava "Sa excel·lència" i se li adreçava com "la vostra excel·lència". De 1858 a 1947, el governador general era conegut com el virrei de l'Índia (del francès roi, que significa 'rei'), i les esposes dels virreis eren conegudes com a virreines (del francès reine, que significa 'reina'). La Vicereina era anomenada "Sa Excel·lència" o també "Vostra Excel·lència". No s'utilitzava cap títol mentre el sobirà estava a l'Índia. No obstant això, l'únic sobirà britànic que va visitar l'Índia durant el període de domini britànic va ser Jordi V, que va assistir al Durbar de Delhi el 1911 amb la seva dona, Mary.
Quan es va fundar l'orde de l'Estrella de l'Índia el 1861, el virrei va ser nomenat gran mestre d'ofici . El virrei també va ser nomenat gran mestre d'ofici de l'orde de l'Imperi Indi després de la seva fundació el 1877.
La majoria de governadors generals i virreis eren pars. Sovint, a un virrei que ja fos igual se li atorgava una noblesa de rang superior, com amb la concessió d'un marquesat a Lord Reading i un comtat i més tard un marquesat a Freeman Freeman-Thomas. D'aquells virreis que no eren pars, Sir John Shore era un baronet, i Lord William Bentinck tenia dret al títol de cortesia de "lord" perquè era fill d'un duc. Només el primer i l'últim governador general, Warren Hastings i Chakravarti Rajagopalachari, així com alguns governadors generals provisionals, no tenien cap títol honorífic.

## Bandera i insígnies
Des de l'any 1885, el virrei de l'Índia va poder enarbolar una bandera de la Union Jack augmentada al centre amb l'"Estrella de l'Índia" coronada per una corona. Aquesta bandera no era la bandera personal del virrei; també va ser utilitzat per governadors, tinents governadors, comissaris en cap i altres funcionaris britànics a l'Índia. Quan es trobava al mar, només el virrei onejava la bandera des del pal major, mentre que altres funcionaris la portaven des del pal de proa.
De 1947 a 1950, el governador general de l'Índia va utilitzar una bandera blau fosc amb l'escut reial (un lleó dempeus a la corona), sota la qual hi havia la paraula "Índia" en majuscules d'or . El mateix disseny encara és utilitzat per molts altres governadors generals del Regne de la Commonwealth. Aquesta última bandera era la bandera personal només del governador general.

Insígnia del virrei de l'Índia (1876–1904) representada amb la corona de Sant Eduard
Insígnia del virrei i governador general (1904–1947) representada amb la corona Tudor
Estendard del virrei i governador general (1885–1947)[7]
Estàndard del governador general (1947–50)[8]

## Residència

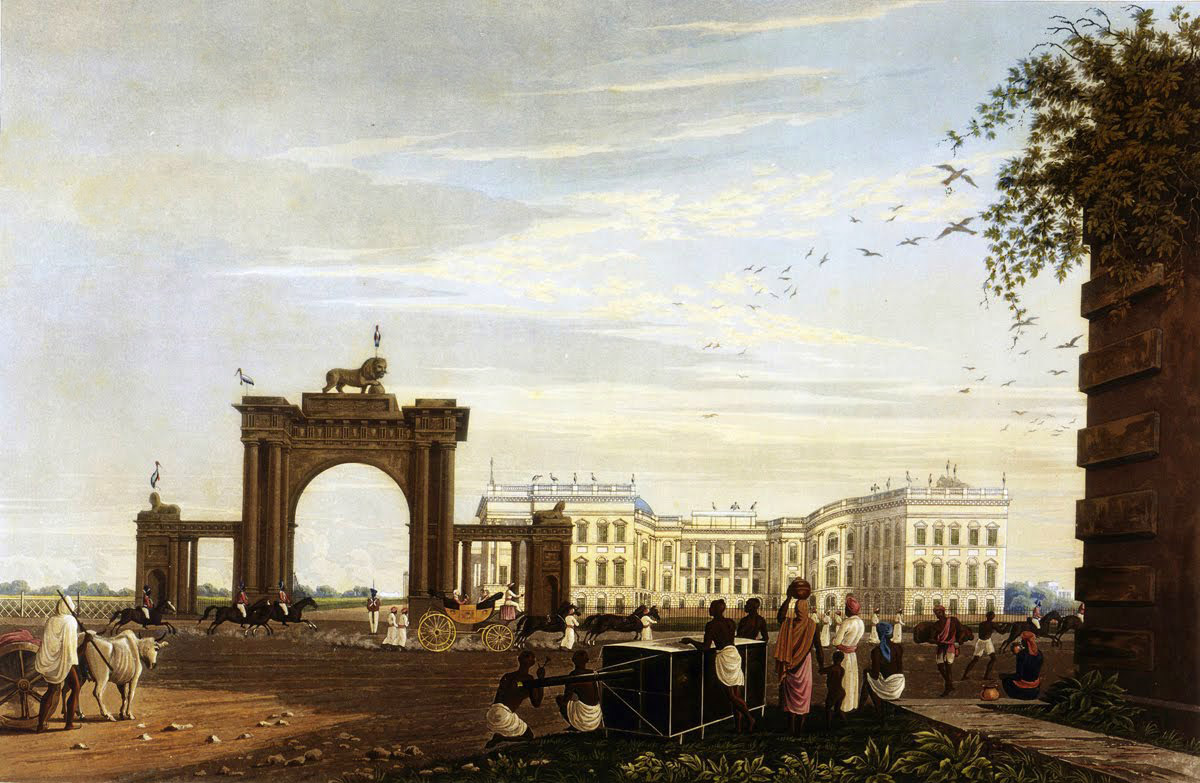
La Casa del Govern va servir com a residència del governador general durant la major part del

El governador general de Fort William va residir a Belvedere House, Calcuta, fins a principis del segle xix, quan es va construir la Casa del Govern. El 1854, el tinent governador de Bengala s'hi va establir. Ara, la finca Belvedere acull la Biblioteca Nacional de l'Índia.
Lord Wellesley, de qui se sap que va dir que "l'Índia s'hauria de governar des d'un palau , no des d'una casa de camp", va construir una gran mansió , coneguda com la Casa del Govern a Calcuta, entre 1799 i 1803. La mansió va romandre en ús fins que la capital es va traslladar de Calcuta a Delhi el 1912. Després, el tinent governador de Bengala, que fins aleshores havia residit a Belvedere House, va ser millorat a un governador de ple dret i transferit a la Casa de Govern. Ara, serveix com a residència del governador de l'estat indi de Bengala Occidental, i es coneix amb el seu nom bengalí de Raj Bhavan.
Després que la capital es traslladés de Calcuta a Delhi, el virrei va ocupar la casa del virrei de nova construcció, dissenyada per Sir Edwin Lutyens. Tot i que la construcció va començar el 1912, no va concloure fins al 1929; el palau no es va inaugurar formalment fins al 1931. El cost final va superar les 877.000 lliures (més de 35 milions de lliures en termes moderns), més del doble de la xifra assignada originalment. Avui la residència, ara coneguda amb el nom hindi de "Rashtrapati Bhavan", és utilitzada pel president de l'Índia.
Al llarg de l'administració britànica, els governadors generals es van retirar a la Logia Virreyal (ara Rashtrapati Niwas) a Shimla cada estiu per escapar de la calor, i el govern de l'Índia es va traslladar amb ells. La Lògia Viceregal acull ara l'Institut Indi d'Estudis Avançats. L'edifici Peterhoff de Shimla també va ser utilitzat per diversos virreis, tot i que l'edifici original va ser destruït per un incendi el 1981.